# Monasterio de Nechung

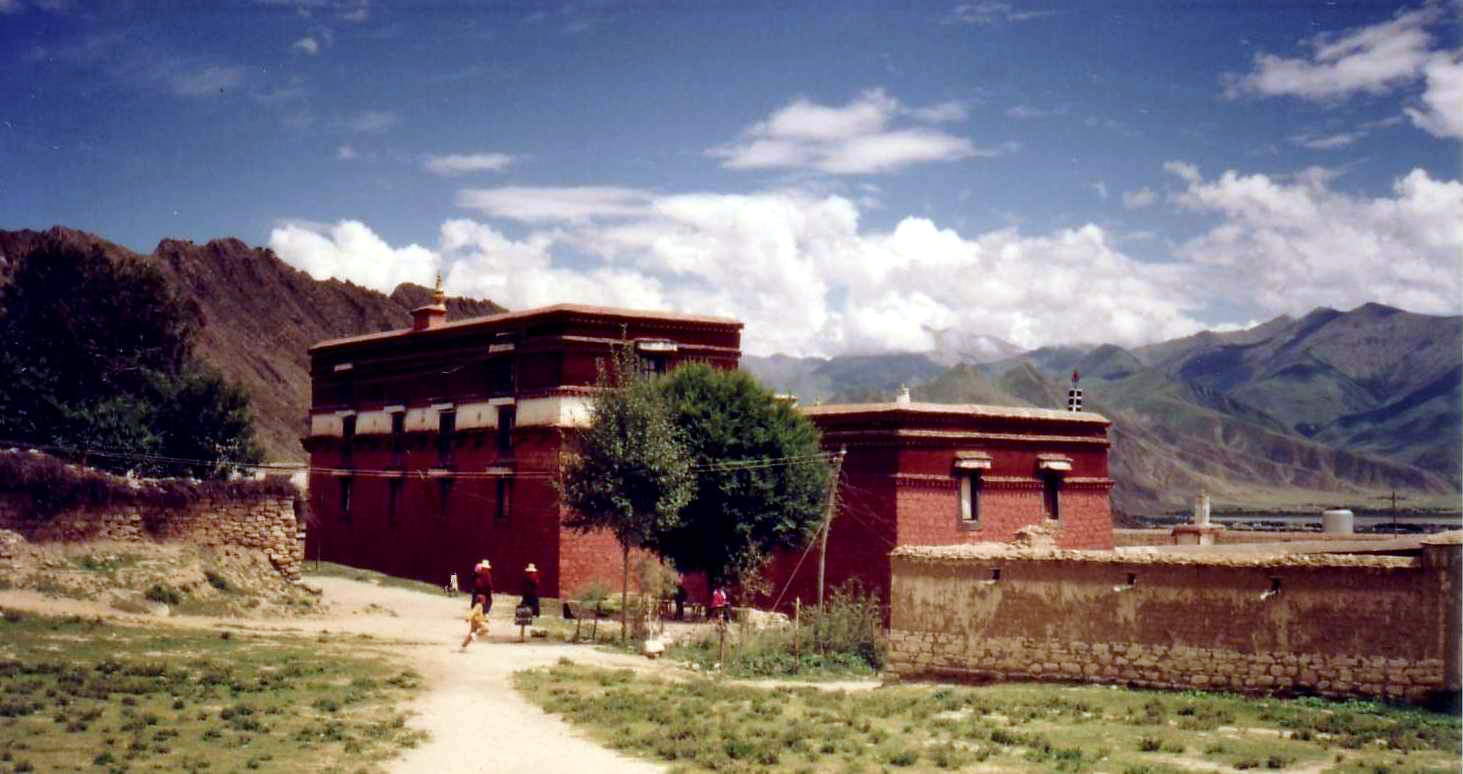
Monasterio de Nechung

El monasterio de Nechung, Nechung Gompa (en tibetano: གནས་ཆུང་དགོན་པ།, wylie: gnas-chung lcog, ZWPY: Naiqung Gönba) o Nechung Chok (en tibetano: གནས་ཆུང་ལྕོག, ZWPY: Naiqung Jog,"la pequeña estancia", chino: 乃琼寺), es la sede del oráculo estatal del Tíbet.
También se le conoce como "Sungi Gyelpoi Tsenkar", la "Fortaleza del  del Rey del Oráculo"
Está cerca del monasterio de Drepung, y era la residencia del Pehar, deidad de tres cabezas y seis brazos, el principal protector de los Gelugs (orden de los bonetes amarillos), y asiento del Oráculo Estatal u Oráculo de Nechung. Es un templo de tamaño mediano que acostumbraba albergar a unos cien monjes.

## Historia y funciones

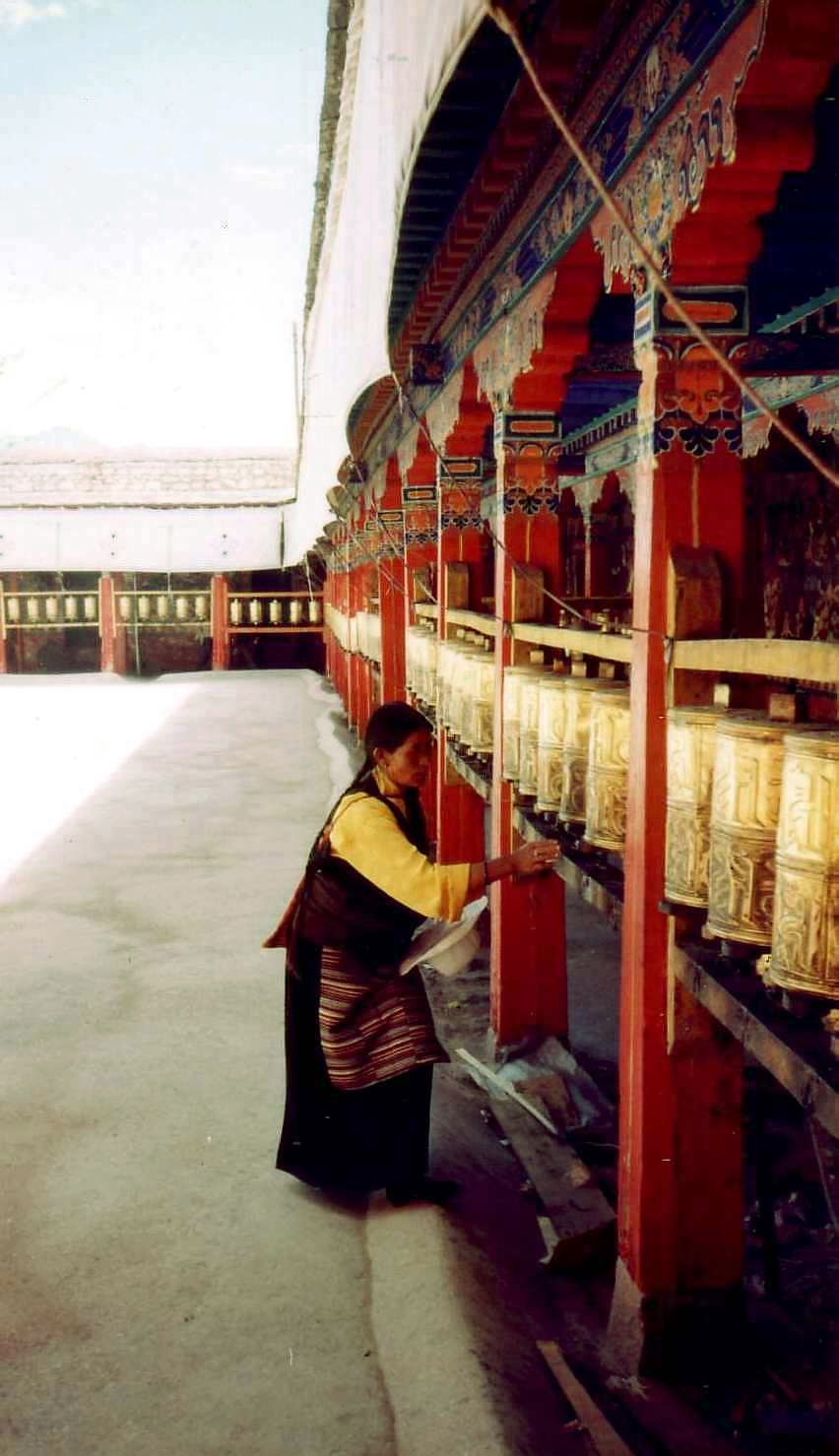
Ruedas de plegaria en el monasterio de Nechung.

Fue sede del Oráculo Estatal hasta 1959, cuando huyó con el Dalái lama a la India quien ahora vive en el exilio en Dharamsala. Tradicionalmente, los Dalai Lamas siempre consultaban con él antes de adoptar una decisión importante.
Fue la residencia del Pehar protector, una deidad de los Horpas, un pueblo de Sichuan que habitó al este del lago Qinghai. De acuerdo a la tradición, este fue traído originalmente al monasterio de Samye por Padmasambhava, quien lo confinó como protector del dharma. Una historia alternativa cuenta que fue devuelto por un general Bön, Tara Lugong, quien tomó posesión de la escuela de meditación de Kanchow de los Bhaţa Hor, una tribu de uigures, a finales del siglo VIII. El Pehar fue considerado como la deidad guardiana de los tesoros del monasterio de Samye y, más tarde, como el "protector de la religión".
En la época de Ngawang Lobsang Gyatso, el quinto Dalái lama (1642-1682), el Pehar fue primeramente movido desde Samye a Tse Gugtang, y luego al sitio presente del monasterio de Nechung.

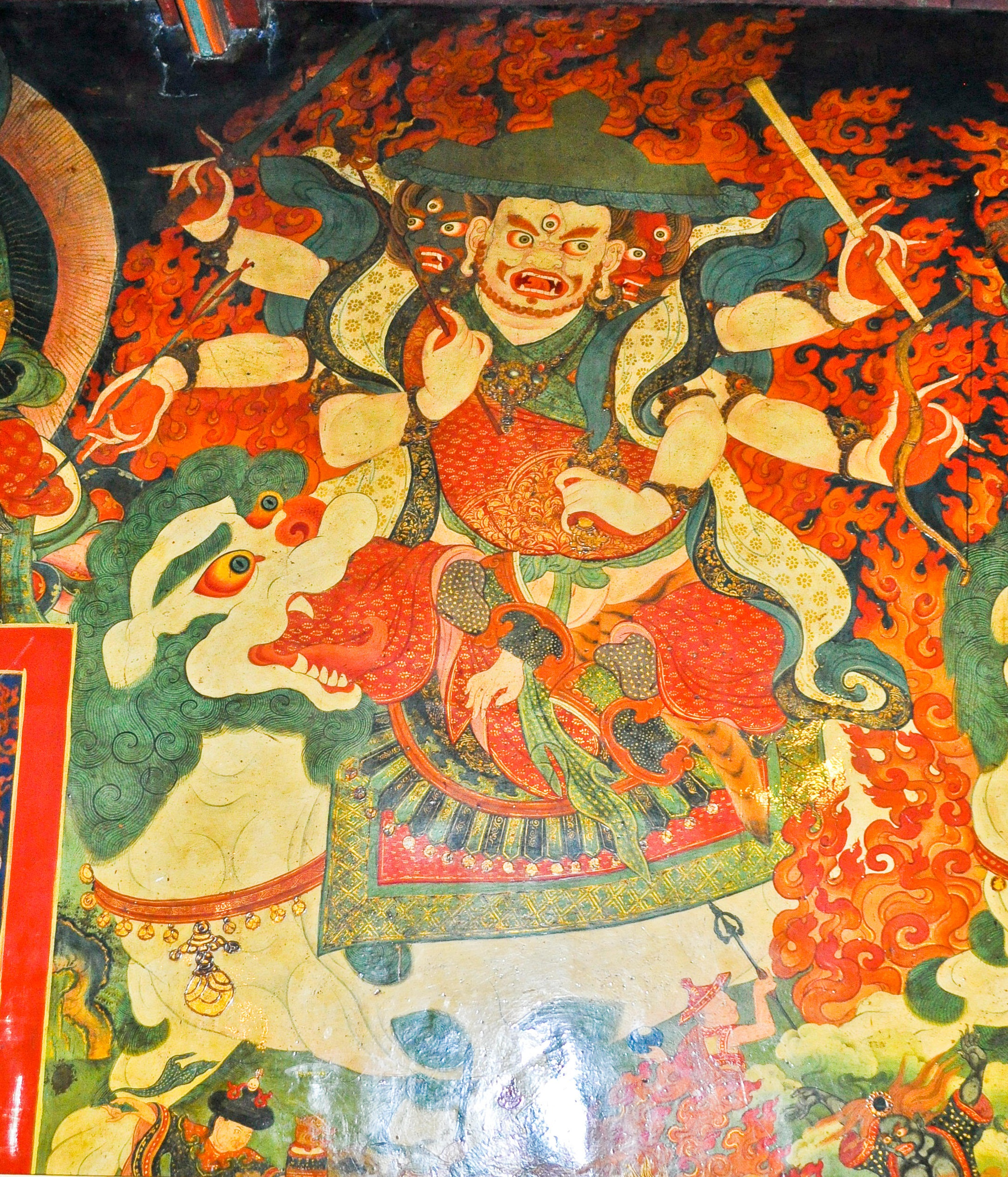
Mural de Pehar en el salón de reuniones del monasterio de Nechung.

Aunque el Oráculo del Estado  es un monje Nyingma, fue adoptado por los Gelugpas, elegido por su receptividad a la posesión espiritual del Pehar durante el trance. Se le considera como el médium de Dorje Drakden, uno de los aspectos que adquiere el Pehar.
Cuando el oráculo es poseído por el Pehar, se pone muy agitado, con la lengua colgando, los ojos inyectados de sangre y exhibiendo una fuerza sobrehumana, que lo lleva a levantar grandes pesos, torciendo espadas, etc. Murmura palabras que se registran y después se interpretan por monjes, y también bendice el grano que se lanza a la muchedumbre.
A diferencia de la mayoría de los chamanes de Asia Central, que se cree que abandonan sus cuerpos cuando se encuentran en estado de trance y viajan a la tierra de los espíritus desde donde traen mensajes, los oráculos tibetanos actúan como portavoces de los dioses o espíritus que lo poseen y hablan a través de él, muy a menudo sin un propio conocimiento de lo que se dice, respondiendo directamente a las preguntas de quienes lo consultan. La tradición de los oráculos se heredó de la religión prebudista del Tíbet, denominada Bön. El quinto Dalái lama fue el primero en institucionalizar el Oráculo Estatal de Nechung.
Nechung fue casi completamente destruido durante la Revolución Cultural y la anexión del Tíbet a la República Popular de China, aunqye ahora ha tenido importantes restauraciones, incluyendo la instalación de una nueva estatua de Guru Rinpoche (Padmasambhava) en su segundo piso. Con todo, un nuevo monasterio de Nechung ha sido erigido en Dharamsala, India.

## Galería

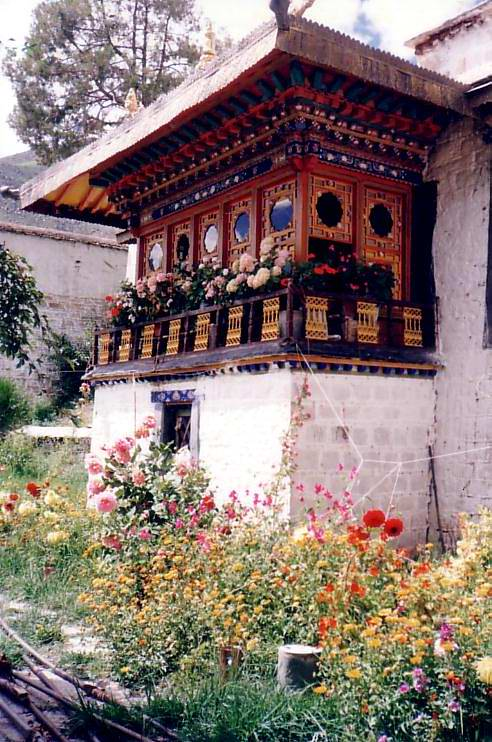
Retrato de Thubten Gyatso, el 13er. Dalai Lama, en Nechung.
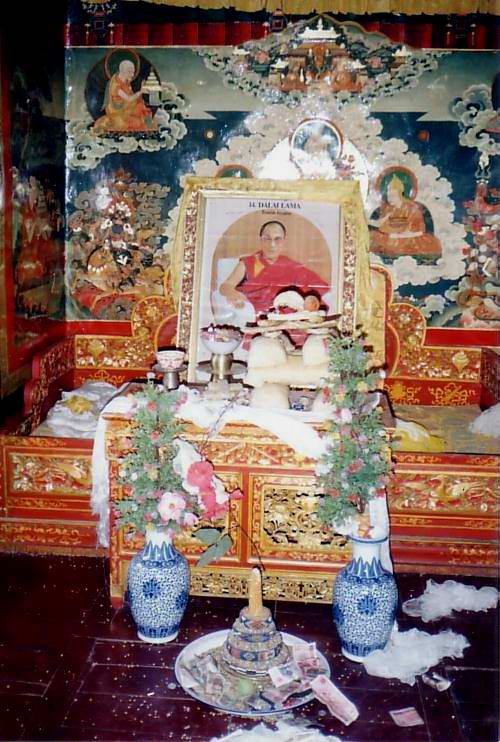
Trono esperando el regreso del Dalai Lama. Retrato del 14to.. Dalai Lama, en Nechung.
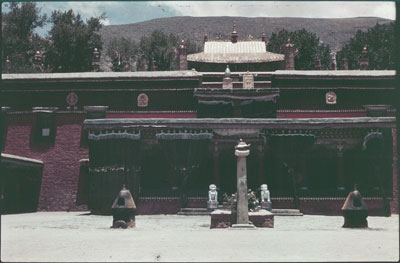
El templo principal del monasterio, con el pilar o doring (anillo del rdo), dos quemadores de incienso y dos leones de piedra detrás, antes de 1950.
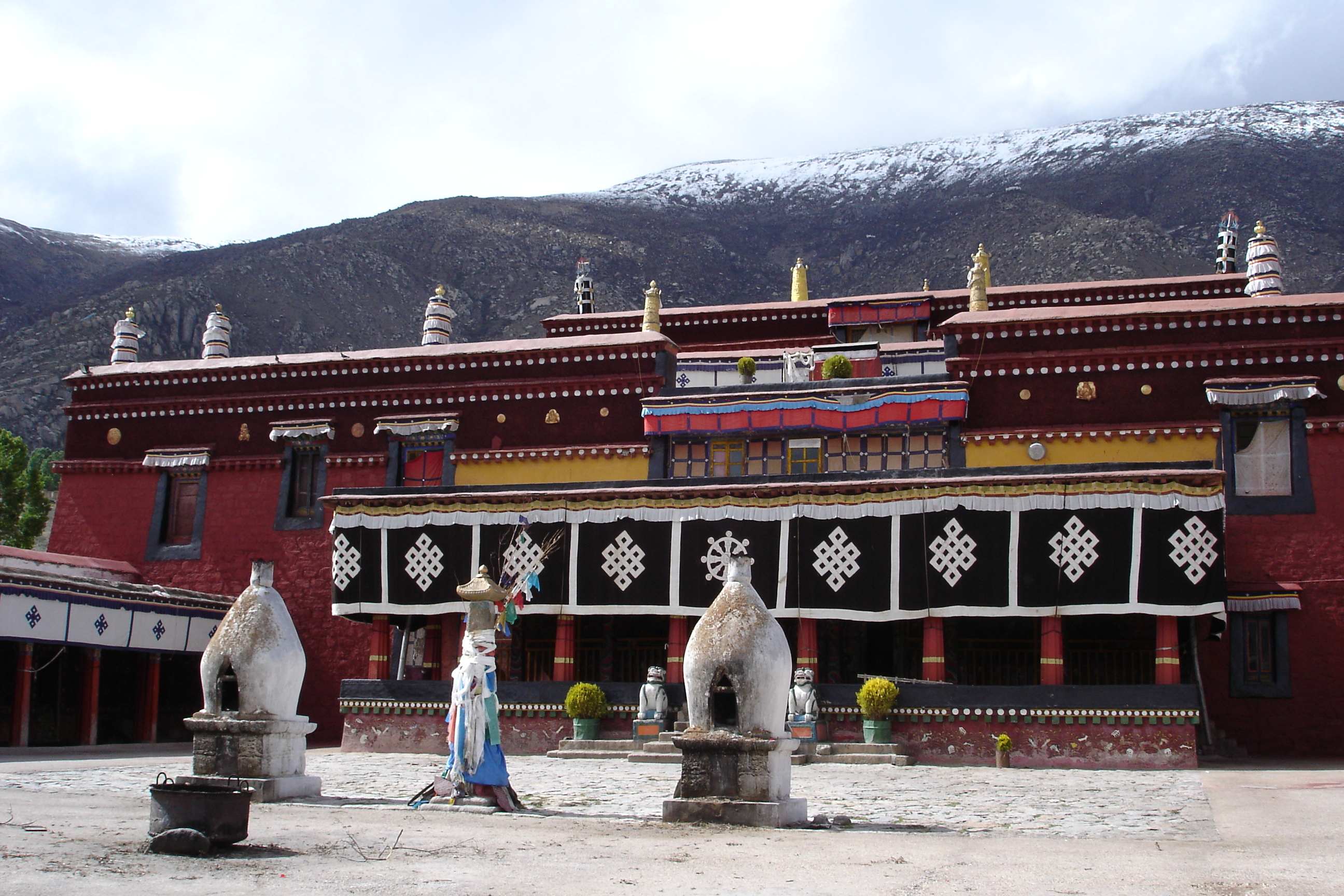
Templo principal en 2006.
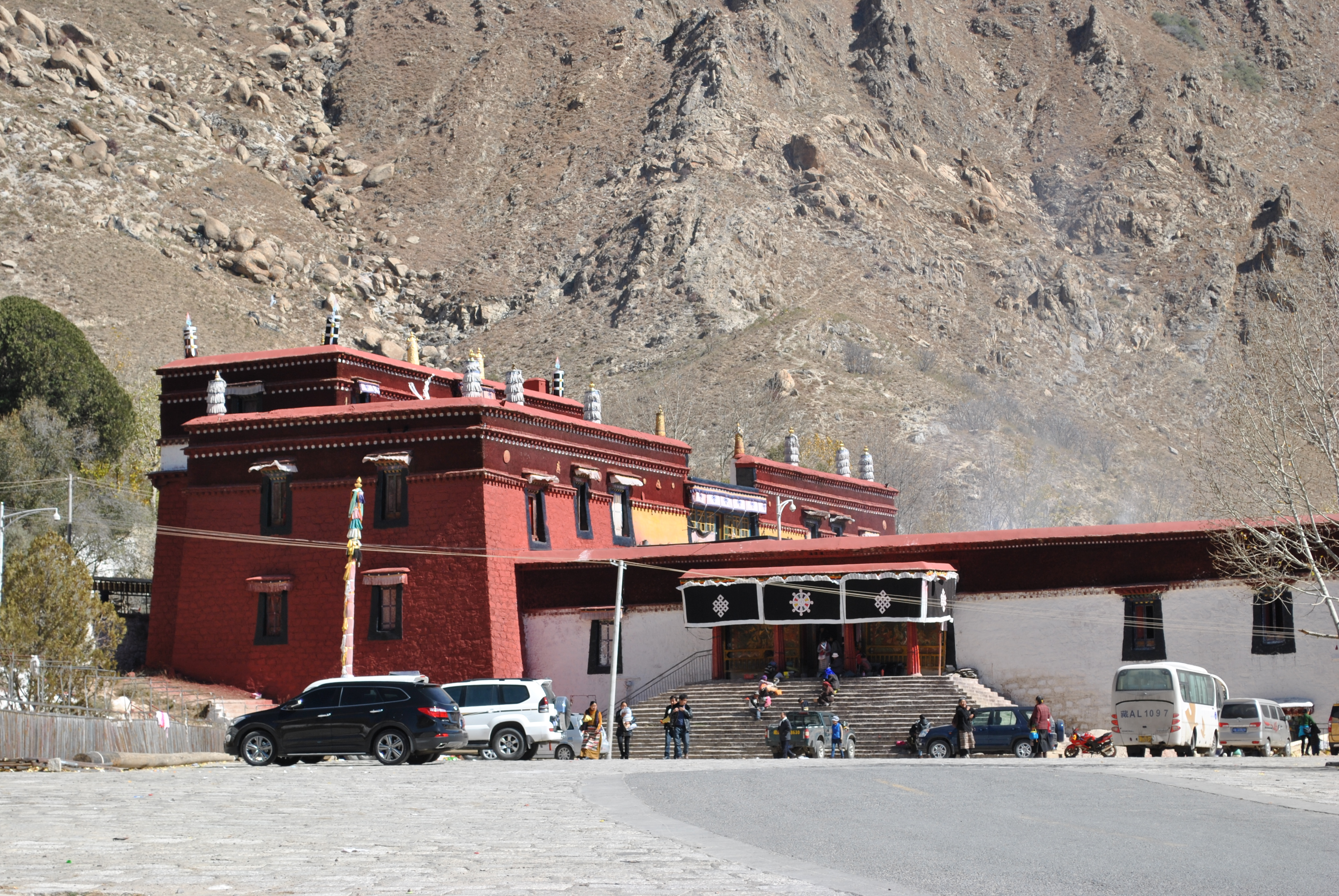
Nechung en 2013.